# Sharron Levy
Sharron Levy (* 17. November 1977 in Haifa) ist eine israelische Popsängerin, die durch die Casting-Show The Voice of Germany bekannt wurde.

## Biografie
Aufgewachsen ist Sharron Levy in Tel Aviv und London. Sie hat Musikproduktion studiert und war ab 2005 Sängerin der Band Captive Audio aus Newcastle. Als sie erfolgreich einige Coversongs bei YouTube veröffentlichte, wurde daraus eine Solokarriere. Bis 2010 lebte sie in London, dann zog sie nach Salzburg und trat im deutschsprachigen Raum als Musikerin auf.
2011 nahm Levy an dem neuen Castingshow-Format The Voice of Germany teil. Sie wurde von Coach Nena in ihre Gruppe geholt. Ihre Interpretation des aktuellen Tophits Somebody That I Used to Know von Gotye war so erfolgreich, dass sie in der Woche nach der Sendung durch Downloadverkäufe bis auf Platz 26 der deutschen Charts kam. Sie erreichte damit das zweitbeste Ergebnis aller Showteilnehmer nach Platz 25 von Benny Fiedler nach der ersten Liverunde und in Österreich und der Schweiz sogar das beste Ergebnis aller Teilnehmer. In keiner der Liveshows konnte sie das Publikumsvoting gewinnen und wurde jedes Mal durch Coach Nena eine Runde weitergebracht. Im Halbfinale verhielt sich Nena dann neutral und überließ die Entscheidung allein den Zuschauern. Diese wählten Kim Sanders weiter und Sharron Levy schied aus.
Danach verbrachte sie über ein Jahr damit, ihr Debütalbum Rough Ready zu erstellen. Unterstützt wurde sie dabei vom Bassisten Derek van Krogh, der das Album auch produzierte, dem Gitarristen John Andrews und Schlagzeuger Philipp Palm. Es erschien am 13. September 2013.
Die Musiker arbeiteten schon mit verschiedenen Künstlern zusammen und gehören zur Band von Nena.
Mit Nena war sie auf Konzerten in Deutschland, Österreich und der Schweiz zu sehen. 2018 begleitete sie Bonnie Tyler in Deutschland auf Tournee.
2018 erschien ihr Album „I Am Me“.
Sie gibt Musikunterricht für Kinder ab dem Babyalter in Bad Hofgastein und in St. Johann im Pongau.

## Diskografie
Album
- Rough_Ready (2013)
- I Am Me (2018)

EP
- Unplugged and Then Plugged In Again (2010)

Lieder
- Ordinary World (2012)
- Burning Down the House (2012)
- Somebody That I Used to Know (2012)
- Drowning (2012)